# AC Sparta Praha cycling

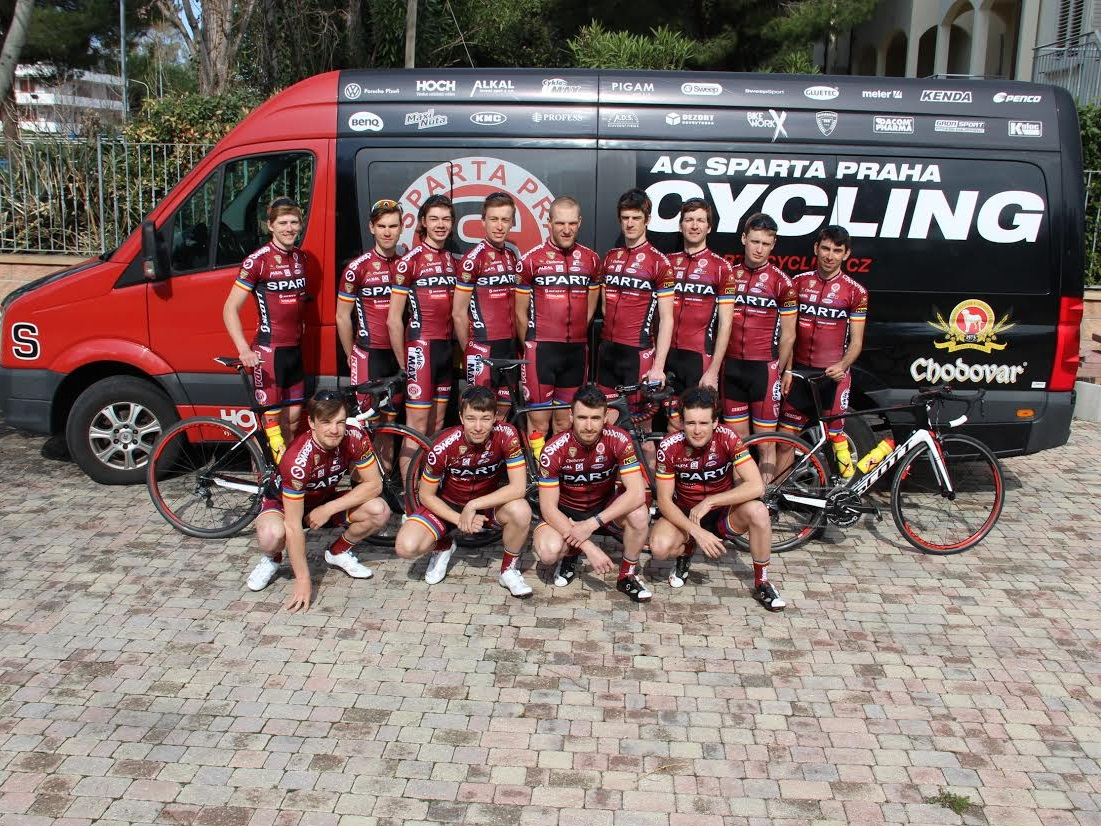
Tým AC Sparta Praha cycling v roce 2016

AC Sparta Praha cycling je profesionální silniční cyklistický tým založený v roce 2002. Sportovním ředitelem je Petr Pučelík, centrála se nachází v Praze.

## Členové týmu

### Jezdci

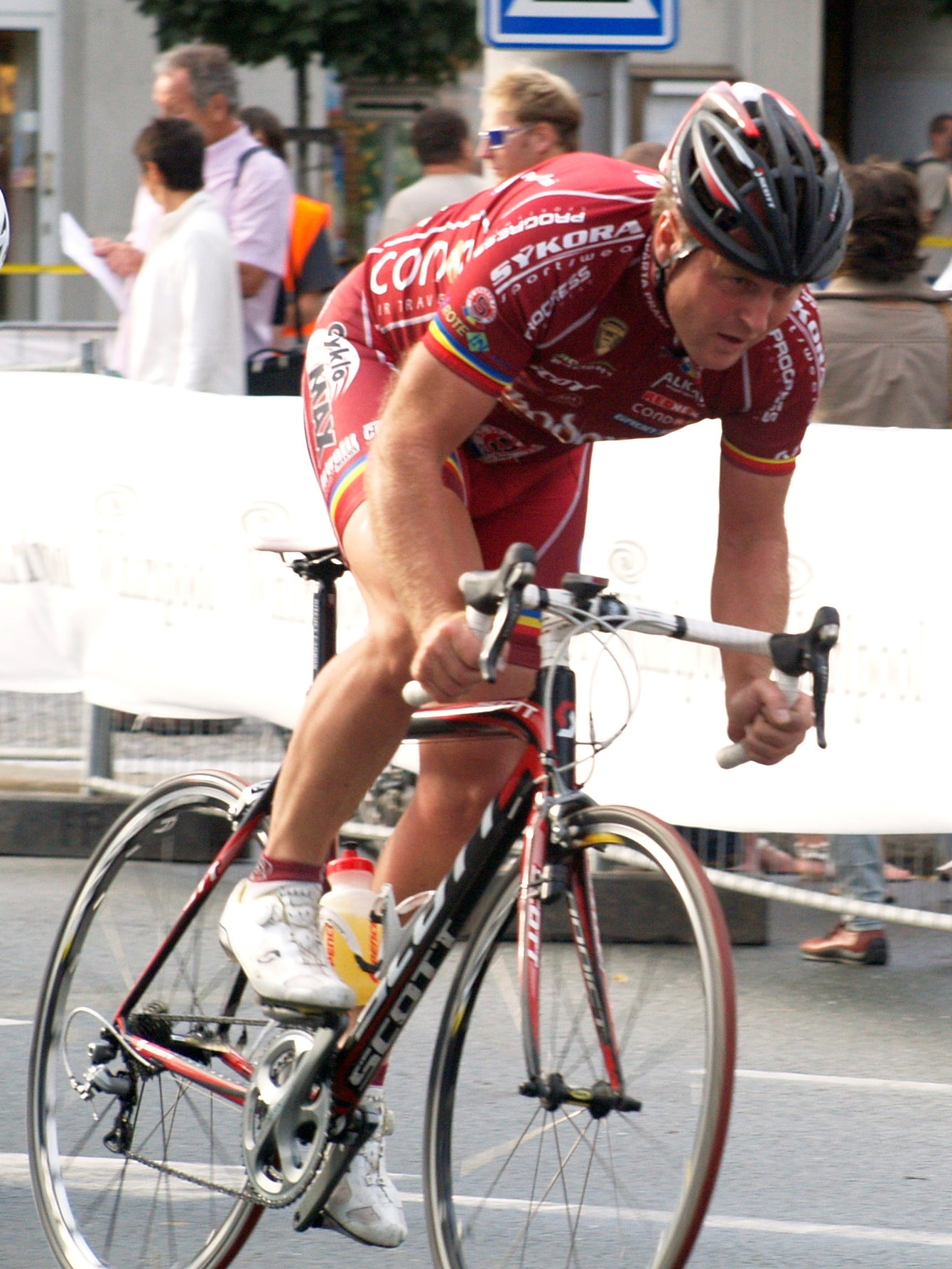
Bývalý sportovní ředitel Zdeněk Rubáš

| Týmová soupiska 2025 | Týmová soupiska 2025 | Týmová soupiska 2025 | Týmová soupiska 2025                      |
| Cyklista             | Datum narození       | Stát                 | Předchozí tým                             |
| -------------------- | -------------------- | -------------------- | ----------------------------------------- |
| Richard Habermann    | 29. března 1999      | Česko                | Topforex Lapierre Pro Cycling Team (2020) |
| Petr Hladík          | 16. prosince 2005    | Česko                |                                           |
| Dalibor Johánek      | 12. srpna 2005       | Česko                |                                           |
| Tomáš Kalojíros      | 3. srpna 1994        | Česko                |                                           |
| Jaromír Kohout       | 25. října 2005       | Česko                |                                           |
| Richard Kobr         | 24. března 2005      | Česko                |                                           |
| Robert Kobr          | 24. března 2005      | Česko                |                                           |
| Petr Vávra           | 18. února 2003       | Česko                |                                           |
| Zdroj:               |                      |                      |                                           |

### Age kategorie
| Jezdec             | Jezdec            | Jezdec           | Jezdec           | Jezdec           |
| ------------------ | ----------------- | ---------------- | ---------------- | ---------------- |
| Jiří Baier         | Hana Doležalová   | Miroslav Horváth | Michal Kubíček   | Přemysl Kuchař   |
| František Maroušek | František Novotný | Andrea Pavlisová | Lukáš Pitel      | Roberto Possamai |
| Jan Rauschert      | Jiří Reeh         | Zdeněk Rubáš     | Lubomír Sedláčik | Josef Vejvoda    |
| Karel Vlk          | Jakub Vyplel      |                  |                  |                  |

### Management týmu

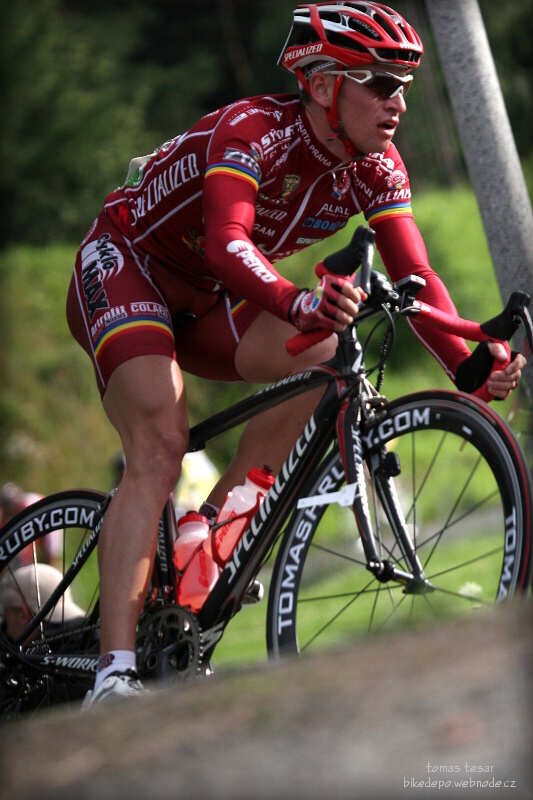
Bývalý jezdec Tomáš Hrubý

- Petr Pučelík – sportovní ředitel
- Zdeněk Rubáš
- Petr Hladík
- Pavel Šubrt
- Jan Ryba

### Bývalý členové continentálního týmu

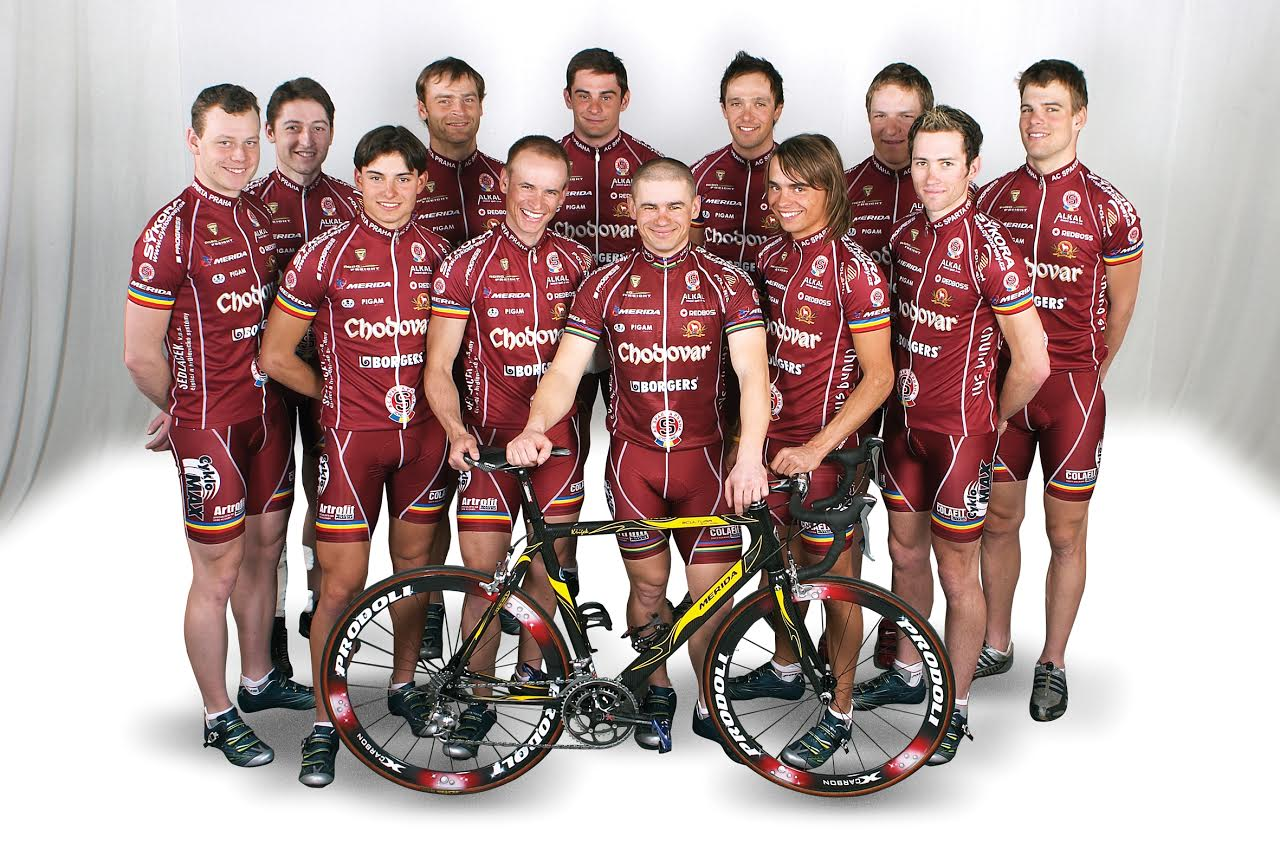
Členové týmu (2006)

V týmu se v minulosti objevila mnohá známá jména české i zahraniční cyklistiky:
| Jezdec         | Jezdec            | Jezdec              | Jezdec            | Jezdec             |
| -------------- | ----------------- | ------------------- | ----------------- | ------------------ |
| David Andrle   | Tomáš Bauer       | Michal Báťa         | Radek Bečka       | Tomáš Benda        |
| Ondřej Bílek   | Šimon Bóday       | Jan Brňák           | Roman Broniš      | Richard Bydžovský  |
| Martin Čech    | Martin Červenka   | Jindřich Dlask      | Jiří Doležal      | Radovan Doležal    |
| Zdeněk Dufek   | Michal Dvořák     | Ladislav Fabišovský | Richard Faltus    | Jan Fiala          |
| Petr Fiala     | Dominik Glänzner  | Martin Hebík        | Emil Hekele       | Jan Hezina         |
| Libor Hlaváč   | Václav Hlaváč     | Tomáš Holub         | Antonín Honsa     | František Honsa    |
| Jakub Honzík   | Dominik Horák     | Josef Hořejší       | Tomáš Hrubý       | Martin Hunal       |
| Jan Chrobák    | Pavel Jelínek     | Václav Jelínek      | Nebojša Jovanović | Pavel Kelemen      |
| Patrick Keller | Michal Kesl       | Jan Klabouch        | Lukáš Kobes       | Petr Kohlbeck      |
| Martin Kohout  | Pavel Kopecký     | Rostislav Krotký    | Jakub Křikava     | Jiří Křivánek      |
| Zdeněk Křížek  | Martin Kubík      | Ronald Ligtenberg   | Ondřej Lukeš      | Marek Majdanics    |
| Petr Malán     | Athanasios Markos | Tomáš Medek         | Jiří Mikulášek    | Benjamin Minow     |
| Daniel Mlejnek | Zděnek Mlynář     | Vojtěch Modlitba    | Tomáš Okrouhlický | Josef Otta         |
| Ondřej Pávek   | Martin Pečenka    | Luboš Pelánek       | Jiří Pospíšil     | Martin Prázdnovský |
| Petr Pučelík   | Michał Pustuła    | Jan Rajchart        | Vojtěch Rakovský  | Denis Rugovac      |
| Šimon Řezník   | Jan Ryba          | Vojtěch Seidl       | Michal Schuran    | Tomáš Schühler     |
| Jiří Skýba     | Josef Soukup      | Jan Stöhr           | Pavel Stöhr       | Miroslav Svatek    |
| Jiří Svoboda   | Matěj Syrovátka   | Filip Šlajchrt      | Daniel Škrdle     | Michal Rubáš       |
| Martin Uher    | Oscar Uhlig       | Daniel Vejmelka     | Pavel Veselý      | Václav Viktorin    |
| Ondřej Vobora  | Jonáš Vojtěch     | Martin Volf         | Mario Vonhof      | Ondřej Zelinka     |

## Sídlo
- Sídlo týmu: Nad Královskou oborou 51, Praha 7
- Tréninkové středisko: Brdy - Ski areál Těškov/Strašice
- Obchod pro fanušky Fanshop AC Sparta Praha Cycling 1893: Na Perštýně 17, Praha 1

## Aktivity
Mezi další aktivity týmu patří také pořádání závodů Mezinárodní trofej Rokycan a Tour de Brdy.

## Úspěchy a historie
- 1893  – 16. 11. nespokojení atleti a velocipedisté, kteří opustil Athletic Club Praha, zakládají Athletic Club Královské vinohrady, z nějž pak valná  hromada definitivně ustavuje Athletic Club Sparta (v restauraci Demínka 9. 7. 1894)
- 1895 - Na bubenské hliněné dráze AC Sparta pořádá dvanáctihodinovku cyklistů. Členové Sparty závodí i ve Varšavě, Vídni a Oděse.
- 1921 – Založení klasického maratónu Praha-Karlovy Vary-Praha (262 km). V šedesátileté historii tohoto závodu pak 10x vítězí členové Sparty.
- 1980 - Hvězdami osmdesátých let jsou Jan Žaloudek (reprezentant v cyklokrosu a silničář, např. vítěz vrchařské soutěže na Lidicích či etap v Rumunsku), Jiří Fojt medailista ze silničních šampionátů, Miloš Matějka mistr republiky a reprezentant v družstvech na 100 km a Martin Penc, mistr světa v bodovačce 1985, medailista z OH a profesionálního MS a mnohonásobný mistr ČR
- 2002 – V únoru je znovu založena profesionální stáj AC Sparta Praha cycling. Richard Faltus, Zdeněk Mlynář (juniorský mistr světa v cyklokrosu), Petr Pučelík, Martin Hebík
- 2003 – Bohemia Tour: Richard Faltus a Zdeněk Mlynář etapová vítězství
- 2004 – Zdeněk Mlynář vyhrává Světový pohár v cyklokrosu
- 2005 – Mlynář, Hebík, Faltus 15 vítězství v sezóně
- 2006 – Petr Pučelík se stal vicemistrem České republiky a Martin Hebík 4. místo
- 2008 – Martin Hebík vicemistr ČR, Ondřej Zelinka mistr ČR do 23 let
- 2009 – Nebojša Jovanović a tým AC Sparta Praha vítěz českého poháru, Tomáš Okrouhlický 3. místo v časovce jednotlivců na MČR
- 2010 – akademičtí mistři České republiky Tomáš Okrouhlický, Katarína Hranaiová
- 2011 – Tomáš Okrouhlický a Ladislav Fabišovský mistři České republiky v časovce dvojic. Tomáš Okrouhlický 3. místo na MČR v časovce. Roman Broniš 3. místo Závod Solidarnosci Polsko 2.1. UCI, Jiří Nesveda vítěz Giant ligy (šestinásobný)
- 2012 – Martin Hunal 3. místo Okolo Irska 2.2. UCI
- 2012 – Tomáš Okrouhlický vítěz na GP Grünsport
- 2012 – Martin Hunal 2. místo na Edemunde Runde u Kasselu
- 2012 – Martin Hunal Vysočina Tour (nejlepší vrchař)
- 2013 – Tomáš Okrouhlický 3. MČR v časovce, Martin Hunal nejlepší vrchař Okolo Irska, Okolo jižních Čech, Vysočina Tour a vítěz 2 závodů Českého poháru (celkem 23 vítězství týmu)
- 2014 – Tomáš Okrouhlický 4. místo na MČR, Petr Fiala 4. místo na MČR do 23 let, nejlepší vrchař na Okolo jižních Čech
- 2015 – Petr Fiala vítěz závodu Českého poháru Trofej Rokycan (celkem 12 vítězství a dvacet 2. a 3. míst)
- 2016  – Tomáš Kalojíros 2. místo na ČP Rokycany a celkově 2. místo v ČP kategorie do 23 let, Tomáš Holub celkový vítěz Giant ligy (celkem 17 vítězství týmu)
- 2017 – Jiří Nesveda vyhrál Pavé Tour, Petr Fiala vyhrál ČP U23 v Ostravě (celkem 7 vítězství týmu)
- 2018 – Rostislav Krotký vítěz Českého poháru, Jan Stöhr vítěz RBB Tour, Petr Fiala nejlepší sprinter Okolo Malopolska
- 2019 – Tomáš Kolojíros vicemistr ČR a František Honsa vicemistr v kategorii do 23 let
- 2020 – Petr Fiala 4. místo na GP Slovenska, Jan Ryba vyhrál GP Ostrava
- 2021 – Richard Habermann vyhrál ČP v Kyjově a  celkově 3. místo v ČP Škoda Cup a PWZ Tour v Holandsku
- 2022 – AC Sparta Praha cycling celkově 3. místo v Českém poháru Škoda Cup
- 2023 – AC Sparta Praha cycling celkově 4. místo Škoda Cup, Richard Habermannn a Jan Ryba 1. místo a 2. místo  Giant liga

## Reprezentační týmové oblečení

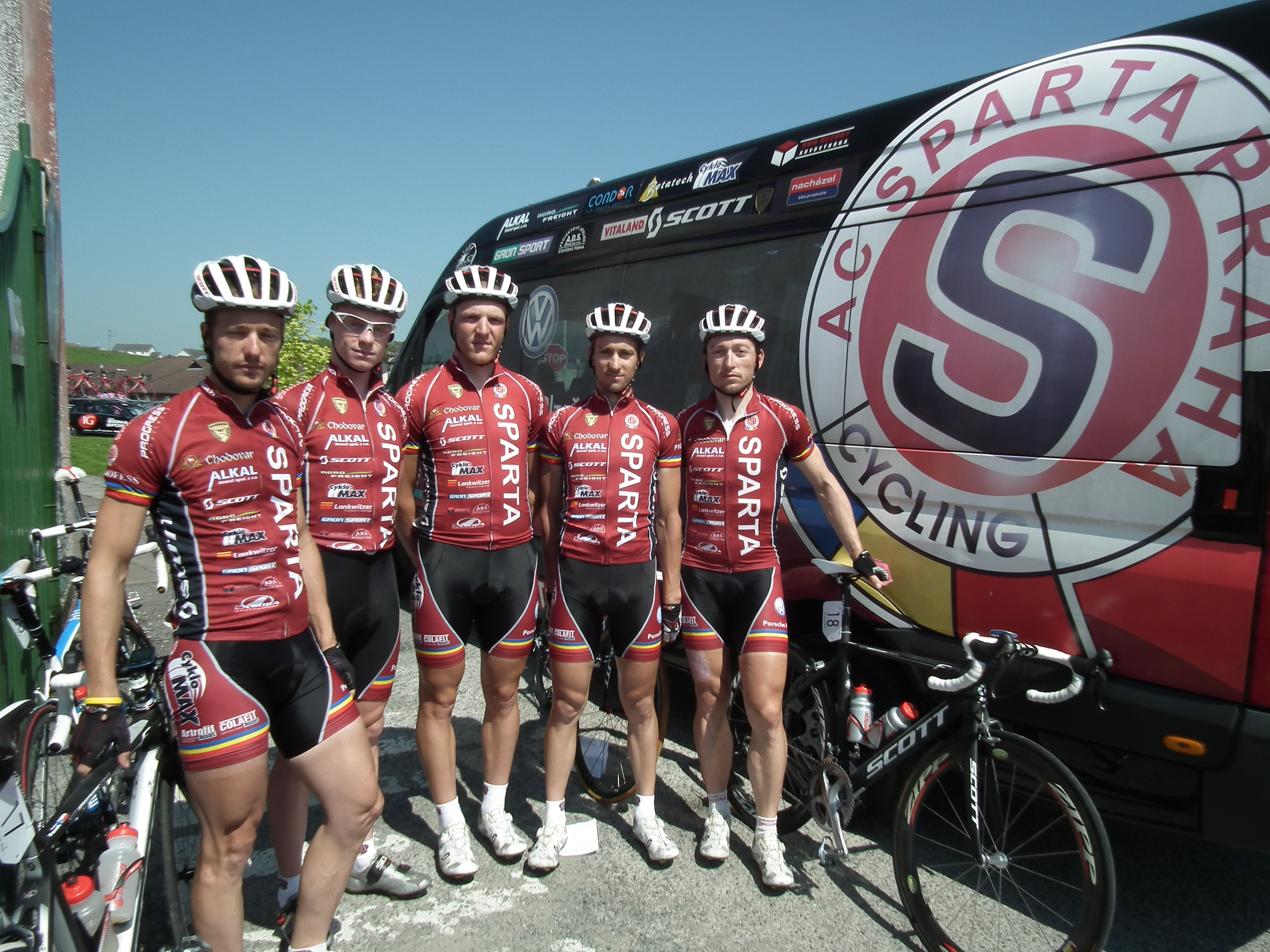
2012
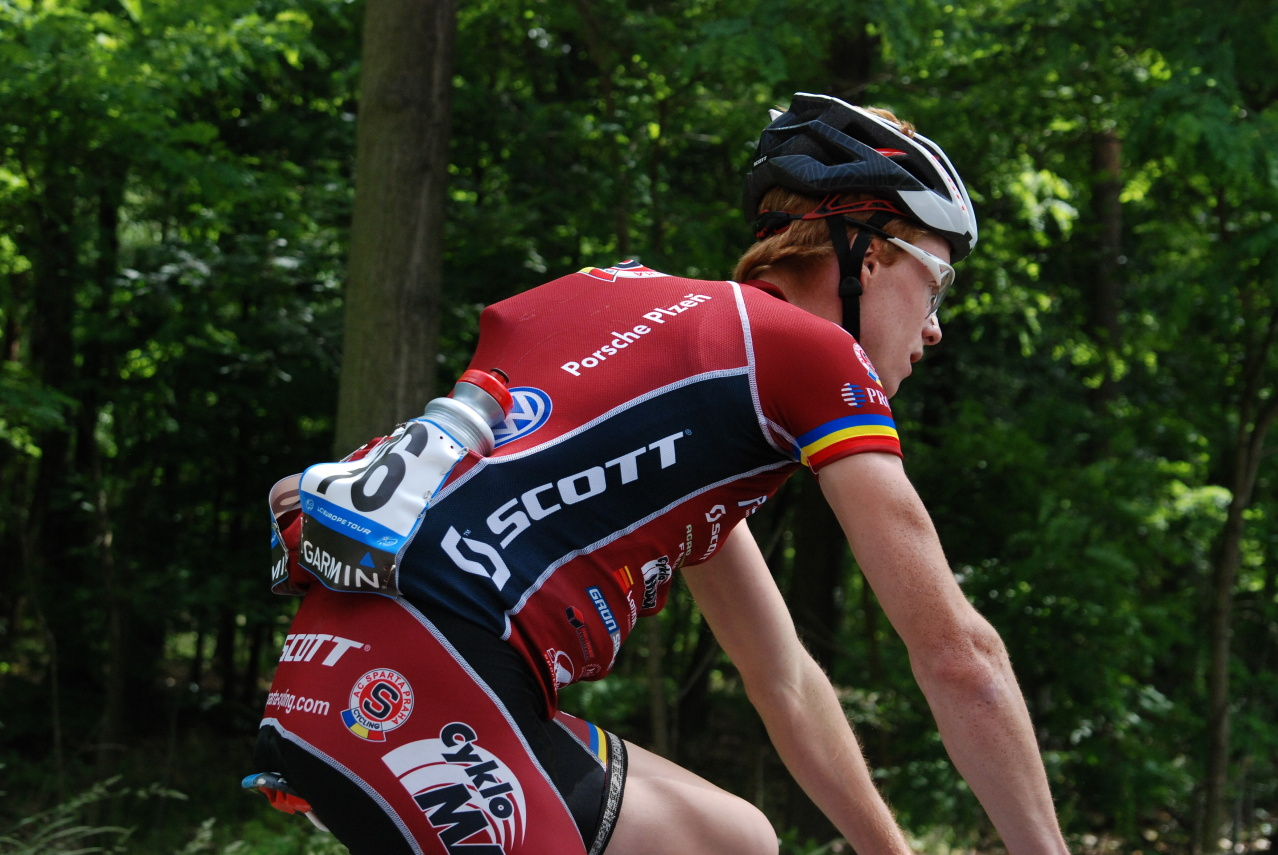
2012
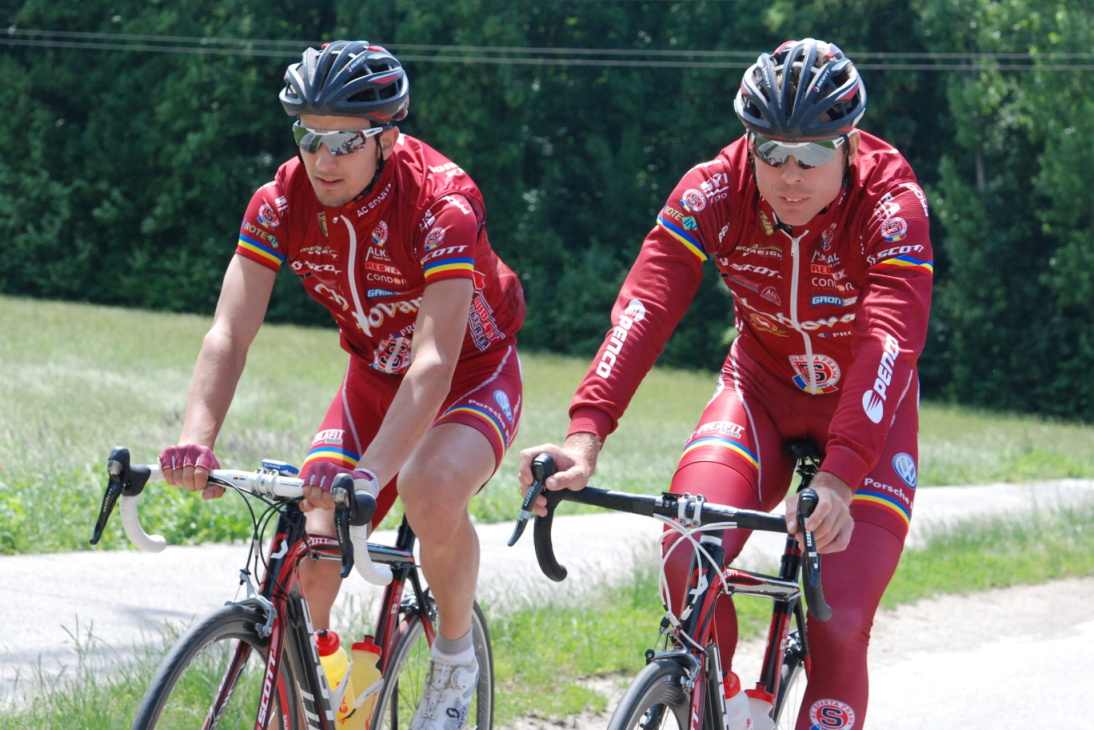
2011
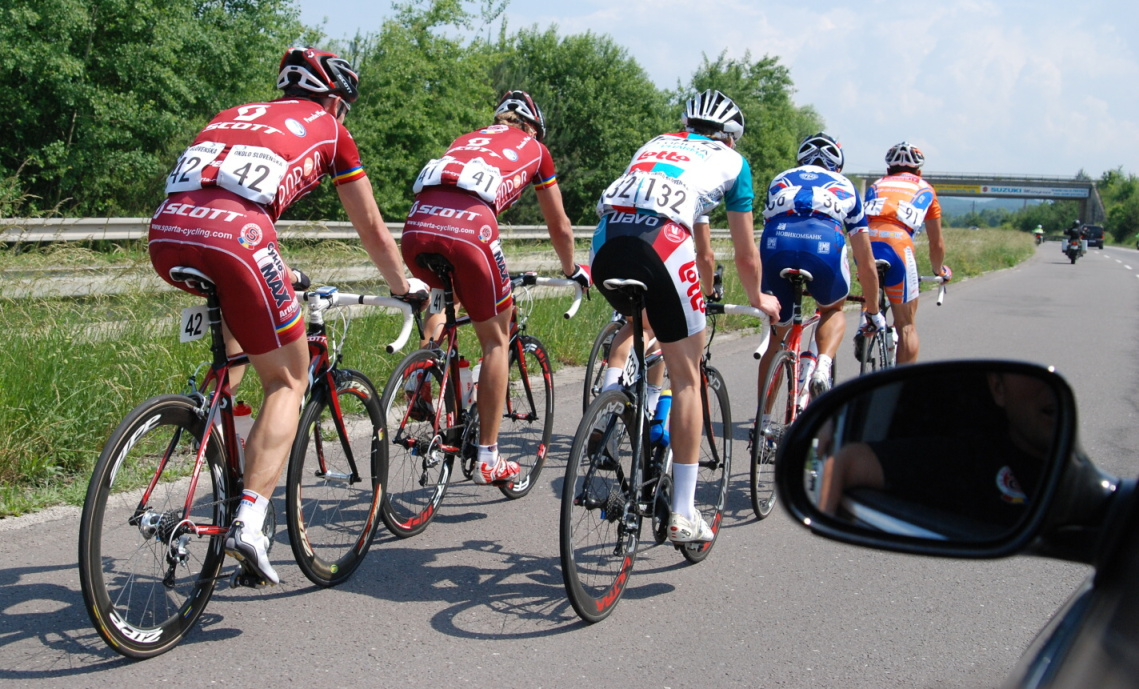
2011
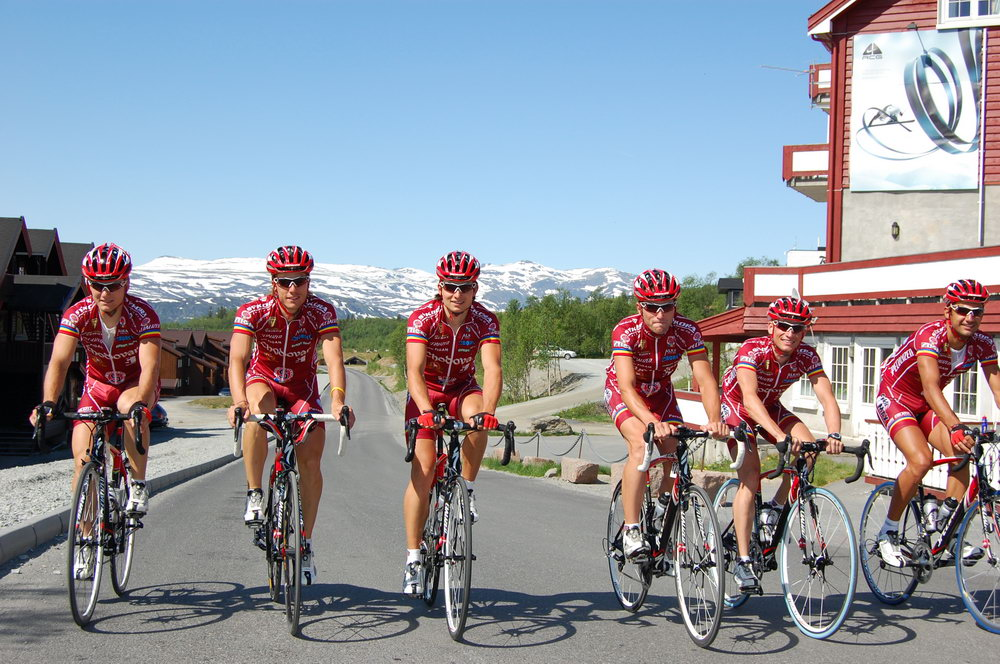
2008
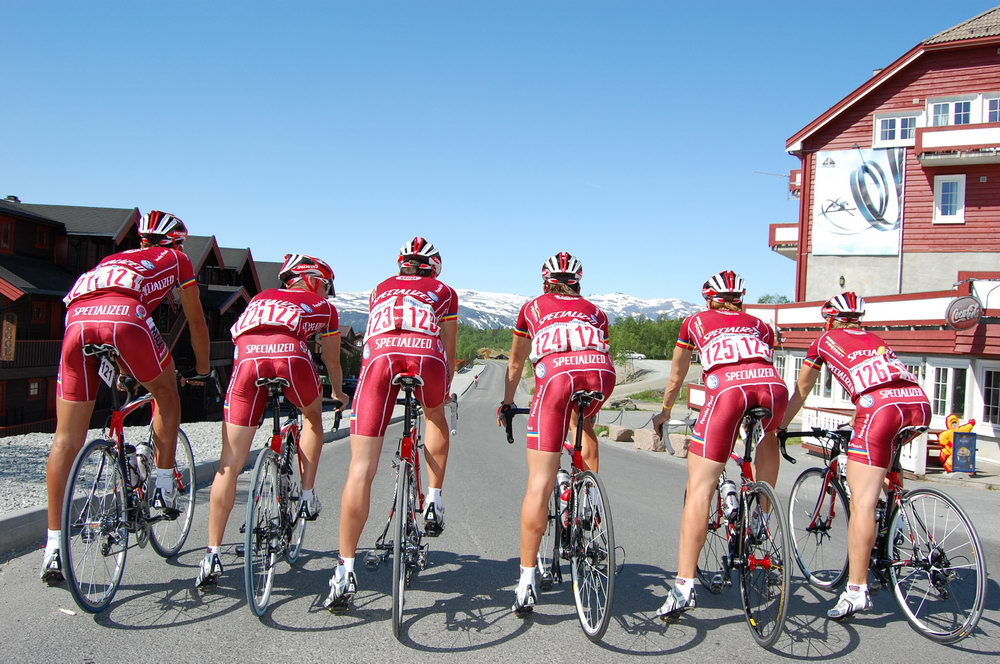
2008
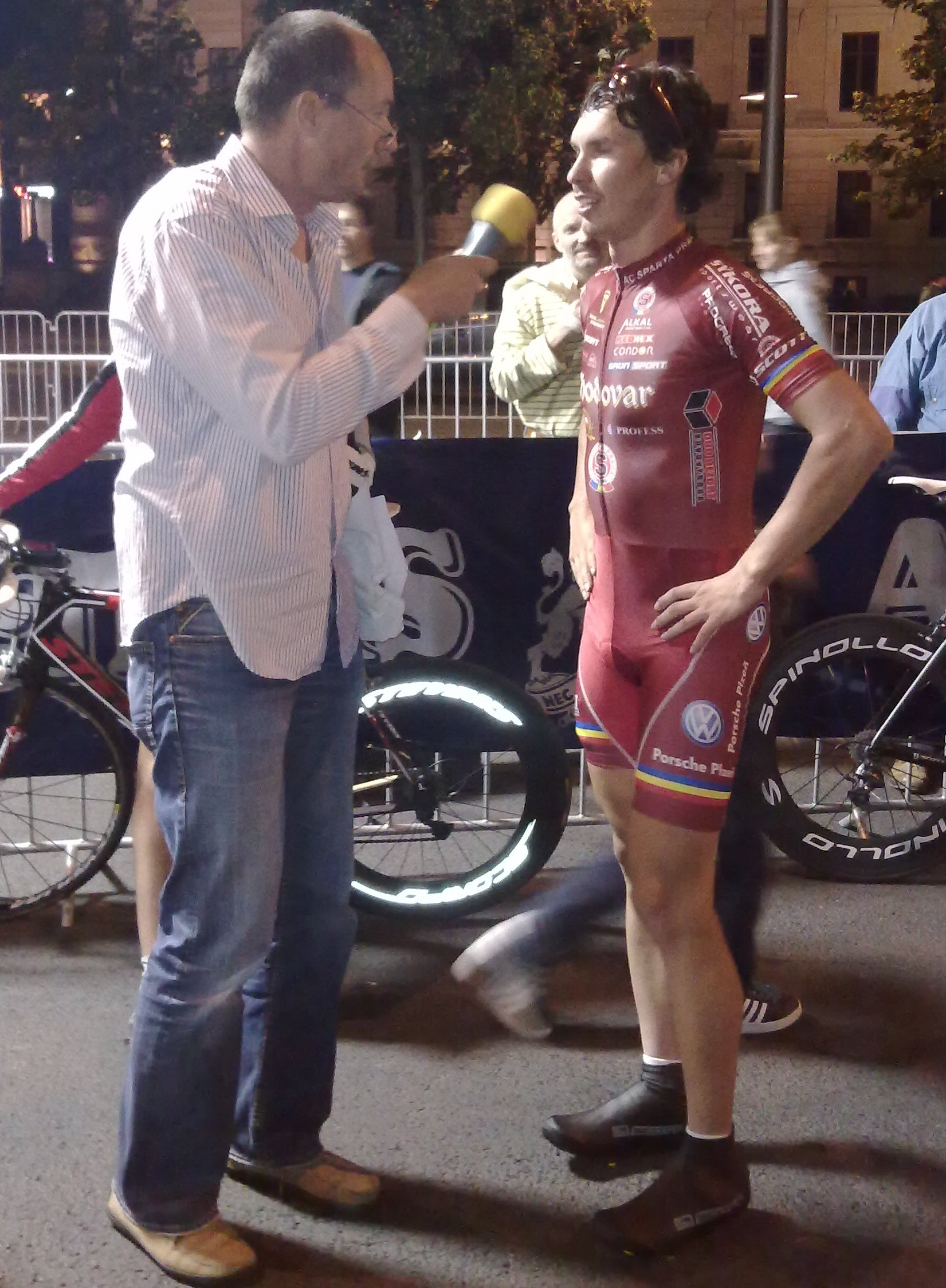
Týmové oblečení na časovku